# 亚东毛柳
亚东毛柳（学名：Salix yadongensis）为杨柳科柳属的植物，为中国的特有植物。分布在中国大陆的西藏等地，生长于海拔2,820米的地区，常生长在河边，目前尚未由人工引种栽培。